# Lastreopsis microsora
Lastreopsis microsora är en träjonväxtart som först beskrevs av Stephan Ladislaus Endlicher, och fick sitt nu gällande namn av Tindale. Lastreopsis microsora ingår i släktet Lastreopsis och familjen Dryopteridaceae. Inga underarter finns listade.